# Inuleae
Inuleae, tribus glavočika u potporodici Asteroideae. Ima dva podtribusa sa ukupno 65 rodova.

## Podtribusi i rodovi
1. Tribus Inuleae Cass.
  1. Subtribus Inulinae Dumort.
    1. Duhaldea DC. (13 spp.)
    2. Cyathocline Cass. (4 spp.)
    3. Caesulia Roxb. (1 sp.)
    4. Blumea DC. (86 spp.)
    5. Blumeopsis Gagnep. (1 sp.)
    6. Nanothamnus Thomson (1 sp.)
    7. Merrittia Merr. (1 sp.)
    8. Schizogyne Cass. (2 spp.)
    9. Vieraea Webb & Berthel. (1 sp.)
    10. Rhanterium Desf. (3 spp.)
    11. Buphthalmum L. (3 spp.)
    12. Pentanema Cass. (33 spp.)
    13. Vicoa Cass. (17 spp.)
    14. Chrysophthalmum Sch. Bip. (3 spp.)
    15. Carpesium L. (20 spp.)
    16. Telekia Baumg. (1 sp.)
    17. Inula L. (79 spp.)
    18. Limbarda Adans. (1 sp.)
    19. Rhanteriopsis Rauschert (5 spp.)
    20. Monactinocephalus Klatt (2 spp.)
    21. Pulicaria Gaertn. (85 spp.)
    22. Dittrichia Greuter (2 spp.)
    23. Jasonia (Cass.) Cass. (1 sp.)
    24. Anvillea DC. (2 spp.)
    25. Pallenis (Cass.) Cass. (6 spp.)
    26. Asteriscus Mill. (9 spp.)
    27. Chiliadenus Cass. (10 spp.)
    28. Allagopappus Cass. (2 spp.)
    29. Perralderia Coss. (3 spp.)
    30. Iphiona Cass. (15 spp.)
    31. Lifago Schweinf. & Muschl. (1 sp.)

  2. Subtribus Plucheinae Cass. ex Dumort.
    1. Stenachaenium Benth. (4 spp.)
    2. Geigeria Griess. (27 spp.)
    3. Ondetia Benth. (1 sp.)
    4. Antiphiona Merxm. (2 spp.)
    5. Calostephane Benth. (6 spp.)
    6. Pegolettia Cass. (9 spp.)
    7. Cratystylis S. Moore (4 spp.)
    8. Iphionopsis Anderb. (3 spp.)
    9. Pterocaulon Elliott (26 spp.)
    10. Sachsia Griseb. (3 spp.)
    11. Pechuel-loeschea O. Hoffm. (1 sp.)
    12. Cylindrocline Cass. (2 spp.)
    13. Doellia Sch. Bip. (2 spp.)
    14. Epaltes Cass. (7 spp.)
    15. Sphaeromorphaea DC. (6 spp.)
    16. Karelinia Less. (1 sp.)
    17. Laggera Sch. Bip. ex Benth. & Hook. fil. (12 spp.)
    18. Nicolasia S. Moore (7 spp.)
    19. Pluchea Cass. (62 spp.)
    20. Porphyrostemma Benth. ex Oliv. (3 spp.)
    21. Pseudoconyza Cuatrec. (1 sp.)
    22. Sphaeranthus L. (38 spp.)
    23. Tessaria Ruiz & Pav. (5 spp.)
    24. Streptoglossa Steetz ex F. Muell. (8 spp.)
    25. Coleocoma F. Muell. (1 sp.)
    26. Thespidium F. Muell. (1 sp.)
    27. Allopterigeron Dunlop (1 sp.)
    28. Litogyne Harv. (1 sp.)
    29. Adelostigma Steetz (2 spp.)
    30. Monarrhenus Cass. (2 spp.)
    31. Delamerea S. Moore (1 sp.)
    32. Neojeffreya Cabrera (1 sp.)
    33. Triplocephalum O. Hoffm. (1 sp.)
    34. Pseudoblepharispermum J.-P. Lebrun & Stork (3 spp.)